# 赵善括
赵善括，字无咎，号应斋居士，南宋隆兴（今江西南昌）人。
宋太宗七世孫。先入仕，乾道四年（1168年），知常熟县。乾道七年（1171年），通判平江府。后官场失意被罢免。善于诗文，曾与洪迈、章甫、辛弃疾等人诗词唱和。著有《应斋杂著》6卷。